# جرج بالفور
جرج بالفور (انگلیسی: George Balfour؛ ۱۸۷۲ – ۲۶ سپتامبر ۱۹۴۱) سیاستمدار و کارآفرین اهل بریتانیا بود، که در سال ۱۹۰۹ شرکت بالفور بیتی را تأسیس کرد.